# (400324) 2007 TC412
(400324) 2007 TC412 es un asteroide perteneciente al cinturón de asteroides, descubierto el 14 de octubre de 2007 por el equipo del Catalina Sky Survey desde el Catalina Sky Survey, Arizona, Estados Unidos.

## Designación y nombre
Designado provisionalmente como 2007 TC412.

## Características orbitales
2007 TC412 está situado a una distancia media del Sol de 2,351 ua, pudiendo alejarse hasta 2,735 ua y acercarse hasta 1,966 ua. Su excentricidad es 0,163 y la inclinación orbital 3,849 grados. Emplea 1316,68 días en completar una órbita alrededor del Sol.

## Características físicas
La magnitud absoluta de 2007 TC412 es 18.